# Pro-Ana
Pro-Ana (conjunción del prefijo 'pro', que significa "a favor de", y 'Ana' que hace referencia a la anorexia) es como se denominan a las personas con anorexia que se consideran a sí mismas como un grupo o una subcultura, y que promueven la anorexia nerviosa como un estilo de vida, en lugar de ser considerado como un trastorno alimenticio y sin tomar en cuenta los efectos adversos que provoca sobre el organismo.

## Descripción

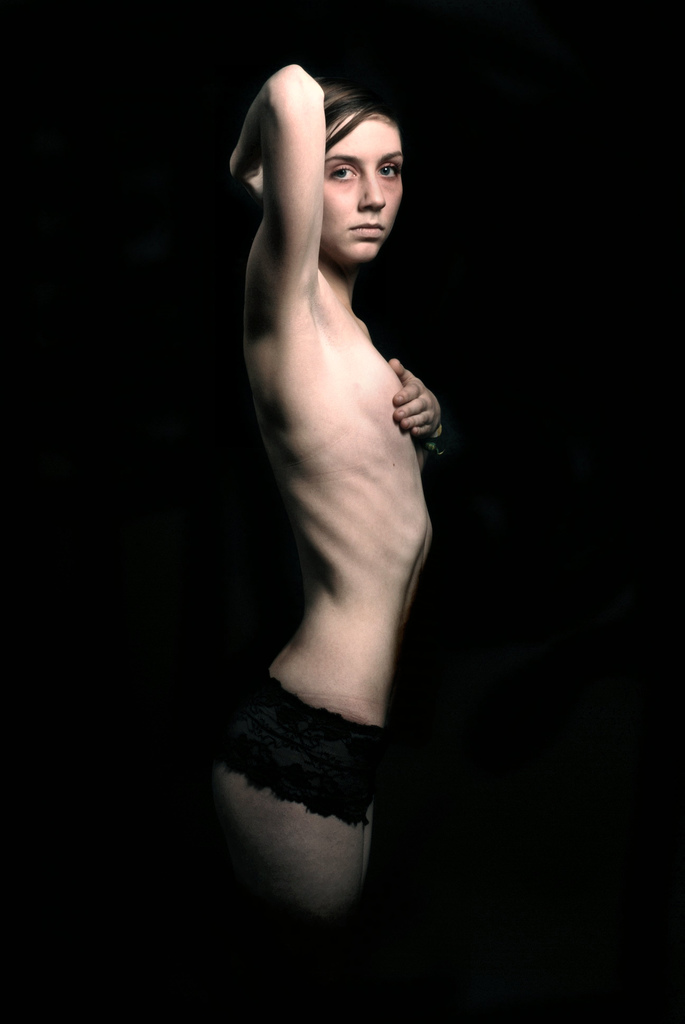
Una modelo con cuerpo delgado.

Los grupos Pro-Ana, así como los Pro-Mia, existen desde la década de los 90, pero se han visto potenciados a partir del uso de internet donde pueden localizarse sitios web, blogs y foros de discusión.
El internet se ha convertido en un medio que favorece el desarrollo de las patologías. Mediante el uso de sitios web Pro Ana y Pro Mia se permite abrir fácil y sin costo espacios que presentan los trastornos de la conducta alimentaria como un estilo de vida, de tal forma que comparten ahí dietas, laxantes, ejercicios o incluso consejos sobre la forma eficaz de suicidarse si no logran tener el cuerpo perfecto. Son en su mayoría blogs que aparecen y desaparecen a un ritmo vertiginoso. Cada día es posible encontrar nuevos sitios pro-ana y pro-mia.
Existen millones de comunidades virtuales donde los miembros entablan intercambios públicos sobre el tema, a diferencia de lo que ocurría en décadas anteriores, como expresan Brotsky y Giles, donde las discusiones sobre anorexia y bulimia no escapaban del consultorio médico y/o psiquiátrico.
Algunos sitios web son exclusivos y no permiten el ingreso de nuevos usuarios, a diferencia de otras comunidades que si lo hacen diferenciándose de otros espacios de Internet como pueden ser los blogs. Los padecimientos de este trastorno alimentario encuentran en estos sitios con reservados para usuarios con membresía un lugar para relacionarse y compartir de forma segura, garantizado por la ausencia de identidad entre los participantes. Los tópicos en los espacio de discusión redundan en la temática de la pérdida de peso y la adquisición de un cuerpo perfecto, característica considerada obsesiva, propia de la anorexia nerviosa.
En muchos de los sitios Pro-Ana se explicita que la comunidad virtual no está orientada a brindar técnicas para adelgazar, sino que están destinadas a individuos que ya padecen el trastorno, utilizando una serie de comportamientos orientados a alcanzar el cuerpo, considerado, ideal. El material que se difunde es de uso estimulante y práctico, como pueden ser relatos de los involucrados, fotografías y material multimedia, como pueden ser audios y videos; también se conforman como grupos de apoyo para quienes estén de acuerdo con llevar adelante su Ideología.
Un 77% de usuarios de éstos sitios mencionaron un sentido de pertenencia (77%), apoyo social (75%) y apoyo para la opción de continuar con los comportamientos actuales de trastornos de la alimentación (54%) como razones para unirse a las comunidades. Las razones para continuar usando un sitio pro-ana incluyen el apoyo general y respaldo de la comunidad (84%), conocer a otras personas con trastornos de la alimentación (50%) y encontrar factores desencadenantes de las conductas de los trastornos alimentarios (37%). Finalmente, los comportamientos que se aprendieron por primera vez después de visitar un sitio pro-ana incluyen el ocultamiento de los trastornos de la conducta alimentaria (60%), el ayuno (57%), el uso de diuréticos y laxantes (45%), los vómitos (23%), consumir alcohol u otras drogas para inhibir el apetito (22%) y autolesiones (22%).
Las modelos se transforman en el prototipo de imagen ideal, no solo por el cuerpo, sino también por su integración social; cabe destacar, que dicha imagen varía según el paso del tiempo y el contexto sociocultural. Activistas a favor han publicado en sus sitios webs distintas fundamentaciones que justifican su proceder así como su conceptualización de percibir la anorexia como una opción socialmente aceptable y/o un estilo de vida alternativo.
Otros integrantes de la comunidad, sin embargo, reconocen la anorexia nerviosa como enfermedad, pero han decidido no buscar ayuda ni tratamiento, reclamando su derecho al suicidio; en algunos casos, la Justicia ha intervenido ordenando, la hospitalización compulsiva dependiendo de la gravedad del caso. La anorexia puede ser muy grave. Los estudios realizados en varios países indican que entre el 5 y el 10% de los anoréxicos muere. En algunos casos puede producirse un fallo cardíaco súbito debido a la desnutrición. En otros muchos la muerte se va gestando a lo largo de meses, o incluso años.

## Controversias
Las actividades llevadas a cabo por los usuarios son consideradas nocivas, e incluso criminales por las comunidades médicas y científicas debido al peligro que representan dichas prácticas hacia la vida. Estas conductas han sido objeto de debate legal, e inclusive muchos sitios web han sido clausurados; proveedores de servicios internet y las redes sociales han tomado posición activa, contraria, a estas prácticas.
Existen movimientos en contra de los grupos que se dedican a identificar, reportar y clausurar sitios web y blogs, identificar videos de redes como YouTube, y grupos de promoción y distribución de información existentes en redes sociales como Facebook y Twitter; promueven apoyo y asistencia para las víctimas de la enfermedad.
Numerosas organizaciones, tales como The National Eating Disorders Association, The Academy for Eating Disorders, The National Association of Anorexia Nervosa and Associated Disorders, se han pronunciado abiertamente en contra de este movimiento, ya que consideran que estimulan y apoyan, falsamente, a potenciales adolescentes en riesgo, o a personas portadoras clínicas de algún cuadro alimentario.

## Etiología
Es pertinente aclarar que los trastornos alimentarios son propios de las sociedades industrializadas. Existe una constante presión ejercida por el contexto sociocultural, el cual dictamina el lugar que la persona debe ocupar en la sociedad, prometiendo determinados beneficios a través del ideal de que la persona delgada cuenta con mayores posibilidades de alcanzar el éxito, tanto a nivel laboral, de pareja, etc.
En tal sentido el papel de la conducta social es primordial. El modelo ideal de figura y peso, tal como se lo promociona en la actualidad, atenta contra la salud, por exigir un peso que no puede, ni debe, ser alcanzado. La sociedad es responsable de comunicar que el papel más importante del individuo, hombre o mujer, es ser físicamente atractivo, observándose que los medios de comunicación refuerzan esta teoría, sugiriendo que la totalidad del ser se expresa a través de la imagen corporal. Esta forma de tiranía impuesta exige, tanto el atractivo físico, como el esfuerzo para conseguirlo; es la forma moderna de dominación de la sociedad sobre el cuerpo.
Se ejercen fuertes intereses socioeconómicos  en el «culto al cuerpo», bajo la imagen de dietas que trabajan como “vendedores de ilusiones”, en un mundo que propone pocas alternativas para una vida más plena. David Gardner, de la Universidad de Toronto, resalta que el número de artículos que son publicados en revistas, y que refieren a dietas, se han incrementado en un 70% en los últimos 10 años. Estudios han revelado que, publicaciones destinadas al público femenino, venden hasta 7 mil ejemplares más si es mencionada la palabra dietas en tapa.
Además de las causas sociales, se consideran importantes las biológicas y las familiares. Entre las causas biológicas que predisponen a la anorexia, está la vulnerabilidad a nivel genético, (disfunción de determinados neurotransmisores como la serotonina. Según algunos estudios, la deficiencia de algunos componentes químicos en el cerebro predisponen a algunas personas a sufrir ansiedad, perfeccionismo y comportamientos y pensamientos compulsivos, siendo más vulnerables a sufrir trastornos alimenticios. Las relaciones conflictivas con las figuras parentales, sobre todo con la madre (dominante), en el caso de la mujer, puede generar anorexia motivada de la necesidad y voluntad de separarse de una relación conflictiva con la madre. Personas con padres sobreprotectores, inflexibles e ineficaces para resolver problemas tienden a desarrollar este trastorno. Un reciente estudio concluyó también que las bromas familiares sobre el peso corporal y las preocupaciones constantes al respecto predicen lo que quieren evitar, las conductas extremas para controlar el peso.

### Trastorno e identidad
El significado cultural del cuerpo desempeña un papel determinante en la construcción de la identidad de las personas anoréxicas.
Las teorías socioculturales establecen que el ideal estético corporal propuesto por la sociedad y masificado por los medios de comunicación, es internalizado por la mayoría de las mujeres de la cultura occidental debido a la elevada dependencia existente entre autoestima y atractivo físico. Dubar define la identidad como una construcción social y dinámica, la cual se relaciona con la historia de vida del individuo y remite a la dimensión del reconocimiento, del “pertenecer” y de la identificación.
La imagen corporal ideal plasma, en sí misma, los valores, creencias y cánones estéticos que promueve cada sociedad; de tal manera, que las últimas décadas del siglo XX y el comienzo del siglo XXI se han caracterizado por un culto total al cuerpo. Dicha imagen, se encuentra estrechamente relacionado con el ser deseadas, envidiadas, tener dinero, fama, buen empleo y ser amadas. Los participantes consideran que todo el esfuerzo y sacrificio será, de alguna forma, recompensado. Medina, en su estudio sobre sitios promotores Pro-Ana constató que las participantes de ese espacio virtual no exponen sus fotos personales, demostrando una admiración por la imagen del otro, implicando que niegan su propia imagen, considerándose imperfectas y fuera del ideal de belleza deseado.
Estas comunidades virtuales participan del proceso de construcción de lo que se conoce como "cultura identitaria". La reflexión de enfermedad como estilo de vida se encuentra muy presente: el propósito de adelgazar, asociado a la enfermedad, es condenado; sin embargo, adelgazar como necesidad estética es considerada una práctica saludable y deseada.

### Trastorno y comportamiento
Estudios realizados en grupos de personas que padecen Bulimia y Anorexia han demostrado una fuerte relación entre la depresión y los trastornos alimentarios, dichos pacientes poseen historias de depresión previas al desencadenamiento del trastorno. Es frecuente que muchos de ellos abandonen su estado depresivo solo normalizando la ingesta y alcanzando el peso corporal normal. La depresión es un efecto natural de la restricción alimentaria. Se estima que algunos pacientes con depresión favorecen el desarrollo de un trastornos alimentarios como un mecanismo psicológico para regular los estados de ánimo.
La tendencia hacia el perfeccionamiento es bastante común en jóvenes con trastornos alimentarios, perfeccionamiento desplazado hacia el peso corporal: alcanzar la perfección es mantener el cuerpo ideal a cualquier costo. Este principio es, en sí mismo, inalcanzable; el peso se convierte en el área donde el sujeto va a poder ejercer el dominio exigido, apareciendo la culpa, la ansiedad, el miedo y la pérdida de control sobre la alimentación como efecto del fracaso en función del ideal no alcanzado. Confianza y seguridad son los primeros damnificados en la carrera por el control del cuerpo ideal. El fracaso a las dietas no está acompañado de resignación y acostumbramiento, por parte del individuo, a la realidad del cuerpo, por el contrario, promueve el rechazo a uno mismo.
El carácter del los anoréxicos y bulímicos cambia radicalmente. Está mucho más susceptible, más irritable, a menudo se siente malhumorado. Además está más triste y desanimado, pierde interés por todo cuento le rodea.

### Trastorno y género
Los trastornos tienen mayor ocurrencia en mujeres jóvenes. Según la Asociación Americana de Obesidad  (The Obescity Society), el número de mujeres insatisfechas con su imagen corporal es del 90%, dónde más de un 40% de ellas hacen dieta en forma discontinua.
El trastorno también aparece en hombres, entre un 5% y 10%. Este porcentaje se ha incrementado en los últimos años. Un número significativo de hombres con este trastorno son  homosexuales,  aunque no implica que sea privativo de ese grupo; se estima que, culturalmente, no se introducen tantas exigencias a los hombres heterosexuales en lo que refiere al cuidado de su representación física.

## Vocabulario
Como parte de una subcultura, a menudo los grupos Pro-Ana y Pro-Mia hacen uso de un vocabulario que no resulta entendible para personas externas a ellos.

### Thinspo(Thinspiration)
Fusión de los vocablos ingleses "thin" (delgado) e "inspiration" (inspiración), este término hace referencia a imágenes y fotografías de gente delgada sacadas de internet, normalmente de cuentas en las redes sociales de personas que tienen "el cuerpo ideal" y que ellos utilizan como inspiración y como motivación para llevar a cabo sus dietas, ayunos, etc. Normalmente estas fotografías son posteriormente compartidas con otras personas que también formas parte de los grupos Pro-Ana y Pro-Mia por otras redes sociales como Pinterest y Tumblr, ya que la mayoría, a día de hoy, ya no permiten las publicaciones de este contenido.

### Fatspo(Fat inspiration)
Viene de las palabras "fat" (gordo) e "inspiration" (inspiración) y se refiere a las fotografías compartidas entre las personas pertenecientes a estos grupos de gente con sobrepeso u obesidad, o incluso gente con normopeso, pero que ellos consideran "demasiado grandes" para sus estándares. Su función es justo la contraria a la de Thinspo, ya que no quieren parecerse a las personas que aparecen en estas imágenes, sino justo lo contrario: les sirve de motivación para dejar de comer y así no tener ese tipo de cuerpo.

### Meanspo(Meanspiration)
Meanspo o meanspiration viene de "mean" (malo) e "inspiration" (inspiración). Consiste en el uso de insultos y palabras desagradables como parte de esta motivación a perder peso. No es de extrañar encontrar en páginas Pro-Ana y Pro-Mia personas que piden ser insultadas con el fin de sentirse peor con ellas mismas y motivarse a continuar con estas prácticas restrictivas y purgativas (típicas de la anorexia y la bulimia) que resultan tan perjudiciales para tanto la salud mental como la física.

### Sweetspo(Sweet inspiration)
Sweetspo, de "sweet" (dulce) e "inspiration" (inspiración), trata del uso de palabras dulces y amables también como contribución a la misma causa: esta pérdida de peso tan deseada por estas personas que padecen Trastornos de la Conducta Alimentaria. Estas personas se dedican entre ellas palabras motivacionales para seguir adelante.

### Grosspo(Gross inspiration)
El término grosspo es la unión de las palabras "gross" (bruto) e "inspiration" (inspiración). En este caso, la palabra "gross" hace referencia a algo que se considera asqueroso. Son imágenes, compartidas por redes sociales o internet, que muestran comida que resulta desagradable a la vista, con el fin de eliminar antojos, evitar atracones, o simplemente, quitar las ganas de comer. Estas imágenes suelen mostrar comida en mal estado o mohosa, con bichos, con pelos, combinaciones raras y desagradables, etc., siempre con el fin de evitar la ingesta de calorías.

### C/s (Chew and spit)
Chew and spit (masticar y escupir), es una práctica llevada a cabo más comúnmente por personas que padecen de bulimia (un Trastorno de la Conducta Alimentaria que se caracteriza por la ingesta de grandes cantidades de comida seguidas por prácticas purgativas o compensativas). Como su nombre indica, consiste en masticar la comida y luego escupirla, con la intención de satisfacer un antojo pero evitando la ingesta de calorías. En el campo de la anorexia se suele utilizar este método para esconder esta conducta de familiares o amigos: se meten la comida en la boca para hacer ver que comen y cuando nadie mira la escupen en una servilleta o en un vaso opaco.